# Верхнесагаревский сельский совет (Бурынский район)
Верхнесагаревский сельский совет (укр. Верхньосагарівська сільська рада) — входит в состав
Бурынского района
Сумской области
Украины.
Административный центр сельского совета находится в 
с. Верхняя Сагаревка
.

## Населённые пункты совета
- с. Верхняя Сагаревка